# Vučja Lokva
Vučja Lokva (Servisch cyrillisch Вучја Локва) is een plaats in de Servische gemeente Novi Pazar. De plaats telt 15 inwoners (2002).